# Mattoni NBL 1998/1999
Národní basketbalová liga 1998/1999 byla nejvyšší mužskou ligovou basketbalovou soutěží v České republice v ročníku 1998/1999. Od tohoto ročníku ligy 1998/1999 byla nazvána jménem generálního partnera – Mattoni Národní basketbalová liga (ve zkratce Mattoni NBL).
Konečné pořadí ligy:
1. Mlékárna Kunín (mistr České republiky 1998/1999) – 2. USK ERPET Praha – 3. BK SLOVNAFT Opava – 4. BKNH Ostrava – 5. BVV Draci Brno – 6. BK SČE Děčín – 7. BC Sparta Praha – 8. BK ASK Chomutov – 9. BKK ORGAPOL Brno – 10. BK SPOLCHEMIE Ústí nad Labem – 11. OSTACOLOR BK Pardubice (sestup do kvalifikace) – 12. Sokol Vyšehrad (sestup z 1. ligy)

## Systém soutěže
V první části soutěže (září – prosinec 1998) všech 12 družstev dvoukolově každý s každým (zápasy doma – venku) odehrálo 22 zápasů. 
Ve druhé části soutěže (leden – březen 1999) se započítáním výsledků 1. části byla družstva rozdělena do skupiny A1 (o 1. až 6. místo) a do skupiny A2 (o 7. až 12. místo), družstva hrála ve skupině dvoukolově každý s každým (každé družstvo 10 utkání).
V Play-off hrálo 6 týmů ze skupiny A1 a dva nejlepší ze skupiny A2. Hrálo se na 3 vítězné zápasy.
Play-out hrála družstva na 9.-12. místě skupiny A2 dvoukolově každý s každým. Poražená družstva z 1. kola play-off vytvořila skupinu o 9. až 12. místo, každé z nich odehrálo 6 zápasů a poslední družstva sestoupilo do 2. ligy a předposlední do kvalifikace.

## Výsledky

### Tabulka po první části soutěže
| Poř. | Tým                         | Z  | V  | P  | Skóre     | Body |
| ---- | --------------------------- | -- | -- | -- | --------- | ---- |
| 1.   | Mlékárna Kunín              | 22 | 20 | 2  | 1853:1468 | 42   |
| 2.   | BK Slovnaft Opava           | 22 | 20 | 2  | 1788:1406 | 42   |
| 3.   | USK Erpet Praha             | 22 | 16 | 6  | 1750:1523 | 38   |
| 4.   | BK NH ANES Ostrava          | 22 | 15 | 7  | 1797:1707 | 37   |
| 5.   | Draci Brno                  | 22 | 12 | 10 | 1780:1725 | 34   |
| 6.   | BK SČE Děčín                | 22 | 10 | 12 | 1729:1787 | 32   |
| 7.   | BC Sparta Praha             | 22 | 10 | 12 | 1602:1549 | 32   |
| 8.   | Ostacolor BHC SKP Pardubice | 22 | 8  | 14 | 1754:1739 | 30   |
| 9.   | BBK Orgapol Brno            | 22 | 8  | 14 | 1574:1739 | 30   |
| 10.  | BK ASK Chomutov             | 22 | 7  | 15 | 1828:1921 | 29   |
| 11.  | BK Spolchemie Ústí n.L.     | 22 | 4  | 18 | 1584:1824 | 26   |
| 12.  | Sokol Vyšehrad              | 22 | 2  | 20 | 1448:1851 | 24   |

### Tabulka druhé části soutěže, skupina A1
| Poř. | Tým               | Z  | V  | P  | Skóre     | Body |
| ---- | ----------------- | -- | -- | -- | --------- | ---- |
| 1.   | Mlékárna Kunín    | 32 | 28 | 4  | 2632:2171 | 60   |
| 2.   | BK Slovnaft Opava | 32 | 26 | 6  | 2565:2110 | 58   |
| 3.   | USK Erpet Praha   | 32 | 22 | 10 | 2568:2303 | 54   |
| 4.   | BK NH Ostrava     | 32 | 21 | 11 | 2525:2459 | 53   |
| 5.   | Draci Brno        | 32 | 14 | 18 | 2551:2508 | 46   |
| 6.   | BK SČE Děčín      | 32 | 12 | 20 | 2432:2641 | 44   |

### Tabulka druhé části soutěže, skupina A2
| Poř. | Tým                         | Z  | V  | P  | Skóre     | Body |
| ---- | --------------------------- | -- | -- | -- | --------- | ---- |
| 7.   | BC Sparta Praha             | 32 | 18 | 14 | 2403:2203 | 50   |
| 8.   | BK ASK Chomutov             | 32 | 14 | 18 | 2647:2690 | 46   |
| 9.   | BBK Orgapol Brno            | 32 | 13 | 19 | 2302:2467 | 45   |
| 10.  | Ostacolor BHC SKP Pardubice | 32 | 11 | 21 | 2356:2556 | 43   |
| 11.  | BK Spolchemie Ústí n.L.     | 32 | 10 | 22 | 2476:2893 | 35   |
| 12.  | Sokol Vyšehrad              | 32 | 3  | 29 | 2166:2687 | 35   |

### Konečná tabulka skupina o 9. - 12. místo
| Poř. | Tým                         | Z  | V  | P  | Skóre     | Body |
| ---- | --------------------------- | -- | -- | -- | --------- | ---- |
| 9.   | BBK Orgapol Brno            | 38 | 17 | 21 | 2748:2880 | 55   |
| 10.  | BK Spolchemie Ústí n.L.     | 38 | 15 | 23 | 2830:3006 | 53   |
| 11.  | Ostacolor BHC SKP Pardubice | 38 | 13 | 25 | 2799:3164 | 51   |
| 12.  | Sokol Vyšehrad              | 38 | 4  | 34 | 2594:3159 | 42   |

## Play-off
Hrálo se na tři vítězná utkání. 

### čtvrtfinále
- (1.) Mlékárna Kunín – (8.) BK ASK Chomutov 3:0 (86:70	108:66	81:69)
- (2.) BK Slovnaft Opava – (7.) BC Sparta Praha 3:0 (102:67 81:58 92:80)
- (3.) USK Erpet Praha – (6.) BK SČE Děčín 3:0 (104:84 81:63 83:60)
- (4.) BK NH Ostrava – (5.) Draci Brno 3:2 (70:58 84:71 69:82 69:84 68:52)

### semifinále
- Mlékárna Kunín – BK NH Ostrava 3:0 (81:77 84:58 70:65)
- USK Erpet Praha – BK Slovnaft Opava 3:1 (81:62 78:68 62:85 99:82)

### zápas o 3. místo
- BK Slovnaft Opava – BK NH Ostrava 3:1 (68:64 69:58 98:92 70:76)

### Finále
- Mlékárna Kunín – USK Erpet Praha 4:0 (63:59 81:66 84:76 91:84)